# Тимелія-криводзьоб рудошия
Тиме́лія-криводзьо́б рудошия (Pomatorhinus ruficollis) — вид горобцеподібних птахів родини тимелієвих (Timaliidae). Мешкає в Гімалаях, Китаї і Південно-Східній Азії. Виділяють низку підвидів.

## Опис
Довжина птаха становить 16-19 см. Верхня частина тіла коричнева, шия рудувато-коричнева або каштанова, над очима світлі "брови", на обличчі чорна "маска". Горло і верхня частина грудей білуваті, на грудях широкі темні смуги. Решта нижньої частина тіла і боки темно-коричневі. Дзьоб довгий, вигнутий, зверху чорний, знизу світлий. Очі жовті.

## Підвиди
Виділяють тринадцять підвидів:

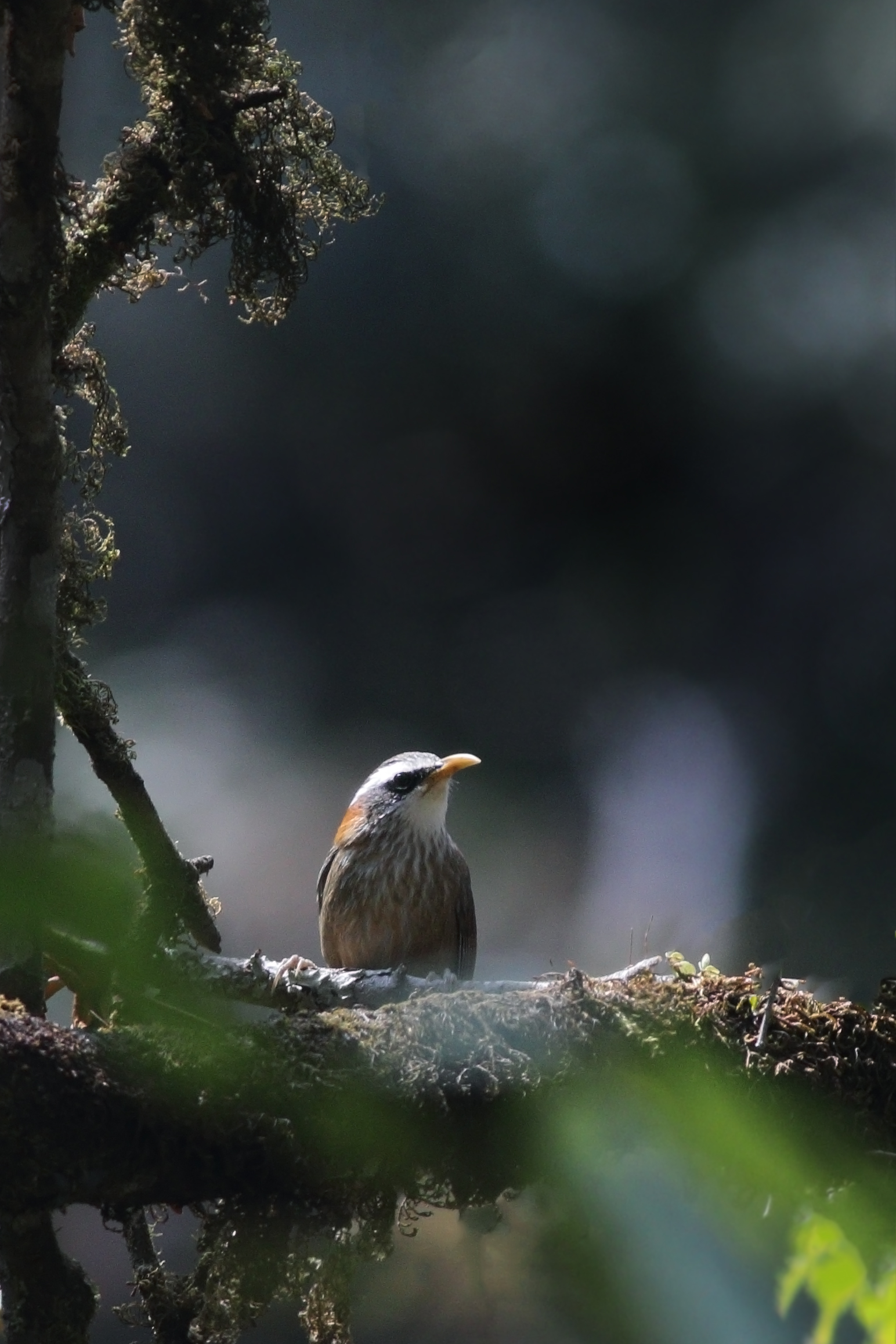
Рудошия тимелія-криводзьоб (заповідник Хонома і Трагопан, Нагаленд, Індія)

- P. r. ruficollis Hodgson, 1836 — західний і центральний Непал;
- P. r. godwini Kinnear, 1944 — східні Гімалаї, північний Ассам і південно-східний Тибет;
- P. r. bakeri Harington, 1914 — від південного Ассаму (на південь від Брахмапутри) до південного сходу Бангладеш і західної М'янми;
- P. r. similis Rothschild, 1926 — північно-східна М'янма і північно-західний Юньнань;
- P. r. styani Seebohm, 1884 — східний Китай;
- P. r. albipectus La Touche, 1923 — південно-західний Юньнань і північний Лаос;
- P. r. beaulieui Delacour & Greenway, 1940 — північний і центральний Лаос;
- P. r. laurentei La Touche, 1921 — північ центрального Юньнаню (Куньмін);
- P. r. reconditus Bangs & Phillips, JC, 1914 — від південно-східного Юньнаню до північного В'єтнаму;
- P. r. hunanensis Cheng, T, 1974 — південно-східний Хубей, Хунань, Гуансі і Гуйчжоу;
- P. r. eidos Bangs, 1930 — південний Сичуань;
- P. r. stridulus Swinhoe, 1861 — Гуандун, Фуцзянь і Цзянсі;
- P. r. nigrostellatus Swinhoe, 1870 — острів Хайнань.

Тайванська тимелія-криводзьоб раніше вважалася підвидом рудошиєї тимелії-криводзьоба.

## Поширення і екологія
Рудошиї тимелії-криводзьоби живуть у гірських тропічних і помірних лісах та чагарникових заростях. Зустрічаються на висоті від 1370 до 3050 м над рівнем моря. Живляться переважно безхребетними, а також насінням і нектаром, шукають їжу на землі. Сезон розмноження триває з січня по липень, за сезон може вилупитися кілька виводків.